# Tacaná
Tacaná – miasto na południowym zachodzie Gwatemali, w departamencie San Marcos. Według danych szacunkowych z 2012 roku liczba mieszkańców wynosiła 11 129 osób. 
Tacaná leży około 70 km na północny zachód od stolicy departamentu – miasta San Marcos, w górach Sierra Madre de Chiapas, u podnóża wulkanu Tacaná (około 12 km), wznoszącego się na wysokość 4093 m n.p.m. na granicy pomiędzy Gwatemalą a meksykańskim stanem Chiapas. Miejscowość leży na wysokości 2410 metrów nad poziomem morza.

## Gmina Tacaná
Miejscowość jest także siedzibą władz gminy o tej samej nazwie, która jest jedną z dwudziestu dziewięciu gmin w departamencie. W 2012 roku gmina liczyła 77 004 mieszkańców. Gmina jak na warunki Gwatemali jest dosyć duża, a jej powierzchnia obejmuje 302 km². Ludność gminy jest bardzo spójna etnicznie, dominują Indianie posługujący się majańskim językiem mam. Mieszkańcy gminy utrzymują się głównie z rolnictwa, hodowli zwierząt i z rzemiosła artystycznego.